# Согорное (Восточно-Казахстанская область)
Согорное (каз. Согорное) — село в Катон-Карагайском районе Восточно-Казахстанской области Казахстана. Входит в состав Белкарагайского сельского округа. Код КАТО — 635447300.

## Население
В 1999 году население села составляло 295 человек (155 мужчин и 140 женщин). По данным переписи 2009 года, в селе проживал 171 человек (84 мужчины и 87 женщин).